# Guido Alvarenga
Guido Alvarenga (Asunción, Paraguai, 24 d'agost de 1970) és un exfutbolista paraguaià.
Va disputar 24 partits amb la selecció del Paraguai, amb la qual disputà el Mundial de 2002.